# Francisco Camacho (venerable)

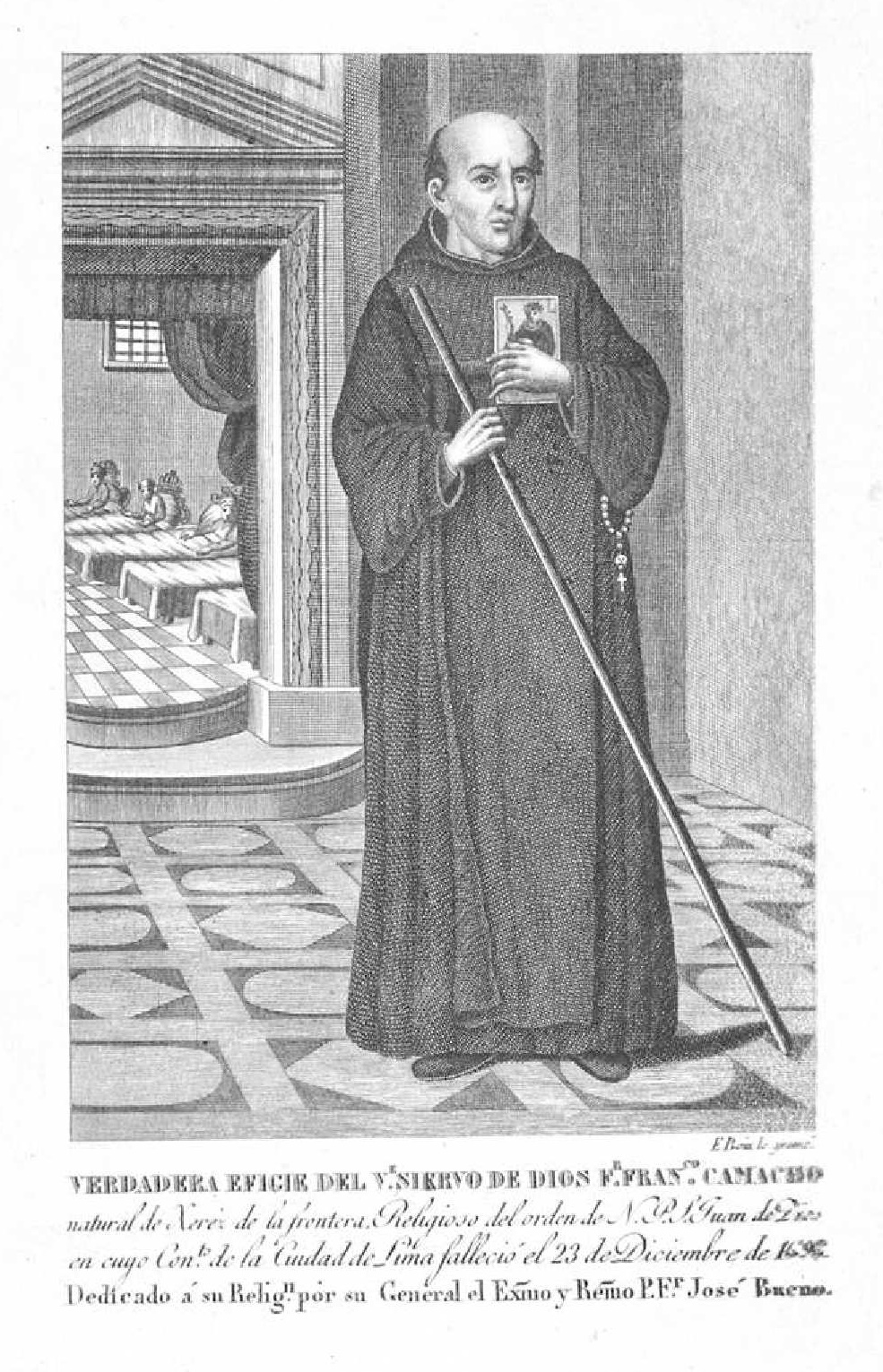
«Verdadera efigie del Ve[nerbale]. Siervo de Dios Fr. Francº Camacho, natural de Xerez de la Frontera, Religioso del Orden de N. P. S. Juan de Dios, en cuyo Contº. de la Ciudad de Lima falleció el 23 de Diciembre de 1698», aguafuerte y buril de Esteban Boix publicado en Vida del padre Francisco Camacho de Domingo de Soria, Lima, 1778.

Francisco Camacho (Jerez de la Frontera, 1629-Lima, 1698), proclamado venerable por León XIII en 1881, fue un religioso español de la Orden Hospitalaria de San Juan de Dios.
Soldado, combatió en Lérida contra los franceses con motivo de la revuelta de los catalanes. Con veinte años marchó a América como militar y en Cartagena de Indias, enfermo de sifílides, fue atendido en el hospital de los Hermanos Hospitalarios. Hacia 1659 se trasladó a Lima donde dirigió una hacienda por espacio de tres años y completó su conversión escuchando los sermones del jesuita Francisco del Castillo. En 1663 ingresó en la Orden Hospitalaria de San Juan de Dios en la que sirvió de limosnero hasta su muerte, haciéndose muy querido entre la población como quedó acreditado en sus honras fúnebres, a las que acudieron el virrey Melchor Portocarrero Lasso de la Vega y todas las autoridades eclesiásticas.